# Стони-Брук (Нью-Йорк)
Сто́ни-Брук (англ. Stony Brook) — посёлок (также невключённая территория и статистически обособленная местность, изначально деревушка) муниципального района Брукхейвен в округе Саффолк, штат Нью-Йорк, США. Сложившийся в колониальную эпоху сельскохозяйственный анклав, представлял собой курортную зону для отдыхающих, постепенно превращаясь в самобытный центр образования и туризма Лонг-Айленда. Несмотря на то, что посёлком Стони-Брук называют как жители, так и туристы, объект никогда не был юридически зарегистрирован государством.
Статистически обособленная местность соседствует с главным кампусом Университета Стони-Брук, крупного исследовательского центра Государственного университета Нью-Йорка, а также школой Стони-Брук, частным учебным заведением, подготовляющим учащихся к поступлению в колледж. Здесь также находится Лонг-Айлендский музей американского искусства, истории и экипажей и Частный коммерческий центр Стони-Брук, спроектированный в стиле типичных деревушек, характерных для Новой Англии.

## История
Первое заселение Стони-Брука началось в конце XVII века. Первоначально местность была известна под своим родным названием Уоповог (англ. Wopowog), а затем уже как Стони-Брук. Оба названия, вероятно, принадлежат взаимосвязанным водоёмам в западной части деревушки. Освоение местности началось благодаря ассоциированной общине соседствующего Сетокета, первого поселения Брукхейвена, территория которого также была выкуплена у индейского племени сеталкотт в 1655 году.
В 1699 году у водоёма, ныне известного как Милл Понд, была построена мукомольная мельница. Действующая установка, заменившая в 1751 году оригинальную конструкцию, измельчала зерно в 1940-х годах, а потом была открыта для посетителей. Для проведения церковных служб и получения образования, коренные жители деревни должны были посещать учреждения в соседних общинах Сетокета и Сент-Джеймса. Во второй половине XVIII века хозяйственная деятельность начала смещаться от мельницы на север к гавани, поскольку были построены новые резиденции, многие из которых сохранились до сих пор.
В течение XVIII века Стони-Брук считался отдалённым районом для скромной торговли возле мельницы на пересечении Мэйн-стрит и Харбор-роуд. Развитие местности было остановлено из-за трудно доступной гавани относительно соседнего Сетокета и Порт-Джефферсона. В 1840-х годах местный художник Уильям Сидней Маунт выступал инициатором призыва к выемке грунта в гавани. Дважды предпринимались попытки, но после того, как в обоих случаях гавань заполняла вода, усилия были прекращены. Недостаток ресурсов среди соседствующих портовых поселений, стимулировал создание в Стони-Бруке собственной экономической базы, ориентированной на сельское хозяйство и технологию производства глиночурки.
Лонг-Айлендская железная дорога достигла поселения в 1870-х годах, обеспечив беспрепятственное транспортное сообщение между Стони-Бруком и Нью-Йорком. Стони-Брук быстро снискал славу популярного летнего курорта среди жителей мегаполиса, пытающихся избежать опасностей и стрессов городской жизни. Учреждённая в 1909 году Ассамблея Стони-Брука также способствовала привлечению большого количества переселенцев в район.

## География
Посёлок Стони-Брук расположен в северной части Лонг-Айленда на берегу пролива Лонг-Айленд. Его площадь составляет 15,4 км², из них 0,3 км² — открытые водные пространства.

## Демография
Согласно переписи 2010 года в Стони-Бруке проживало 13 740 человек, было 4758 домохозяйств, 3787 семей. Расовый состав: белые — 88,6 %, негры и афроамериканцы — 1,7 %, коренные американцы — 0,1 %, азиаты — 7,5 %, прочие расы — 0,3 %, смешанные расы — 1,8 %, латиноамериканцы (любой расы) — 4,4 %.
26,9 % населения были младше 18 лет, 5,8 % в возрасте от 18 до 24 лет, 28,1 % от 25 до 44 лет, 26,5 % от 45 до 64 лет и 12,7 % были в возрасте 65 лет и старше. На каждые 100 женщин приходилось 95,2 мужчины, причём на 100 совершеннолетних женщин приходилось уже 91,2 мужчины того же возраста. Средний доход семьи — 95 567 долларов в год, 1,9 % семей и 2,9 % населения Стони-Брука находились за чертой бедности.
Средний возраст жителя — 43 года (по штату Нью-Йорк — 42,4 лет). Этнический состав переселенцев: итальянцы — 21,1 %, ирландцы — 19,3 %, немцы — 14,9 %, англичане — 7 %, русские — 3,1 %, поляки — 2,8 %.
Согласно переписи 2020 года в Стони-Бруке проживало 13 467 человек.

## Прочая информация
- В посёлке расположен крупный университет, работающий с 1957 года[4], и больница при нём[5], а также школа, работающая с 1922 года[6].
- Основателем посёлка считается бизнесмен и филантроп Вард Мелвилл[7].
- Достопримечательности: мельница[8], Лонг-Айлендский музей американского искусства, истории и фургонов[9], Дом Уильяма Сиднея[10], Часовня Святого Джеймса[11], Исторический район «Пляж Западного луга»[12].